# Joseph Peter Stern
Joseph Peter Maria Stern (* 25. Dezember 1920 in Prag, Tschechoslowakei; † 18. November 1991 in Cambridge, Vereinigtes Königreich) war ein in England wirkender Germanist mit dem Schwerpunkt auf der Literatur und der Philosophie des 18. bis 20. Jahrhunderts.

## Leben
1920 in Prag geboren, hatte er dort und in Wien Gymnasien absolviert und war 1939 mit seinem Vater nach Hitlers Einverleibung der Tschechoslowakei und dem Selbstmord der Mutter aufgrund der jüdischen Abstammung beider Elternteile über Polen nach England emigriert. Seine Schwester Ilsa wurde 1941 nach Łódź in das Ghetto Litzmannstadt deportiert. Sein Vater gehörte in London der tschechoslowakischen Exilregierung an. Er selbst trat nach Beendigung seiner Schulzeit im walisischen Glamorgan und einem Semester Studium in Cambridge im Juni 1941 in die tschechische Abteilung der Royal Air Force ein. Dem Abschuss seines Fliegers über dem Atlantik folgte ein einjähriger Krankenhausaufenthalt mit anschließender Wiederaufnahme des Studiums der deutschen Literatur sowie von Sanskrit, Russisch und Pädagogik am St John’s College in Cambridge. 1945 erlangte er den Bachelor of Arts (B.A.). Am selben Ort setzte er seine Ausbildung, nur unterbrochen von einem Studienjahr in Göttingen (1946–1947), bis 1949, dem Jahr der Verleihung des Doktorgrades (Ph.D.), fort.
1950 trat er eine Stelle als wissenschaftlicher Assistent im Fachbereich Germanistik am Bedford College der Universität London an. In gleicher Funktion wechselte er 1952 an seine studentische Wirkungsstätte, das Cambridger St John’s College, wo er zwei Jahre später zum Fellow ernannt wurde. Er unterrichtete dort bis 1972, immer wieder von Gastprofessuren nach New York, Berkeley und Charlottesville unterbrochen. Sodann übernahm er bis zu seinem Ruhestand im Jahr 1986 die Leitung der Germanistischen Abteilung am University College London. An der University of London war er 1978 bis 1979 „Chairman of the Board of Studies for German Language and Literature“ und von 1981 bis 1985 Honorar-Direktor des Institute of German Studies. Einer seiner Studenten war Edward Timms. Ab 1986 nahm er Gastprofessuren an, hielt Vortragsreisen ab und betätigte sich verstärkt als Autor. 1987 führte er die BBC-Zuschauer in mehreren Folgen in die Geschichte der westlichen Philosophie ein. 1988 wurde er zum korrespondierenden Mitglied der Göttinger Akademie der Wissenschaften gewählt.
Joseph Peter Stern starb am 18. November 1991. Seine als Dozentin und Übersetzerin tätige Frau Sheila Frances, geborene McMullan, die er 1940 als Student kennengelernt und 1944 geheiratet hatte, überlebte ihn fast auf den Tag genau um 14 Jahre.

## Lehr- und Forschungsgebiete
Stern unterrichtete Deutsche und Tschechische Sprache und Literatur (nebst österreichischer Literatur), außerdem Komparatistik. Sein Hauptaugenmerk lag auf dem 18. bis 20. Jahrhundert. In seinem 1964 veröffentlichten Buch Re-Interpretations widmete er sich der deutschen Prosadichtung des 19. Jahrhunderts und spürte darin „eine eigentümliche Mischung von Prophetischem und Archaischem auf und sah in der Ferne von sozialer und politischer Wirklichkeit einen Wesensunterschied zur Tradition des europäischen Realismus“. Seine Dissertation hatte den Naturwissenschaft und Literatur verbindenden Georg Christoph Lichtenberg (er gab das Göttingische Magazin der Wissenschaften und Litteratur heraus) zum Thema. Während der Abfassung stand er in engem Kontakt zu dem ihn prägenden Ludwig Wittgenstein. So konnte auch er zwei Stränge miteinander verknüpfen, nämlich den literaturwissenschaftlichen und den philosophischen. Später arbeitete er mehrfach zu Friedrich Nietzsche, wobei er erneut als „bewußter Grenzgänger die Berührungspunkte zwischen Literatur und Philosophie“ erkundete. Neben seinen Spezialgebieten Literarischer Realismus, Lichtenberg, Wittgenstein und Nietzsche widmete er sich – der eigenen Familiengeschichte verpflichtet –  auch der Person Adolf Hitler, dem Volksgehorsam und der Widerstandsbewegung. Er ging in seiner in mehrere Sprachen übersetzen Publikation Hitler: The Führer and the People von 1975 der Frage nach, „inwieweit die Figur Hitlers in ihren Bekenntnissen die Werte der damaligen deutschen Gesellschaft verkörperte“ und wählte dafür abermals „eine originelle Verknüpfung von Methoden“, die in der Verbindung „starrer historischer Fakten mit literarischer Analyse“ bestand. Alexander Weber schloss seinen Nachruf in der Frankfurter Allgemeinen Zeitung mit den Sätzen: „Daß auch die Sprache des Nationalsozialismus kein semiotisches System war, das seine Sprecher restlos zu determinieren vermochte, zeigte Stern in seinem bewegend gezeichneten Porträt des Hitler-Attentäters Johann Georg Elser. Stern war nicht nur ein scharfsichtiger Denker und Literaturinterpret, sondern auch ein glänzender Stilist“.

## Schriften
- 1953: Ernst Jünger: A Writer of our Time (Bowes & Bowes, Cambridge)
- 1959/1963: G. C. Lichtenberg. A Doctrine of Scattered Occasions. Reconstructed from his Aphorisms and Reflections (Ausg. 1963: Thames & Hudson, London)
- 1964: Re-Interpretations : Seven Studies in 19th Century German Literature (Thames and Hudson, London)
- 1967: Thomas Mann (Columbia University Press, New York/London)
- 1971: Idylls and Realities. Studies in 19th Century German Literature (Methuen, London)
- 1973: On Realism (Routledge & Kegan Paul Books, London/Boston); dt. Über literarischen Realismus (C. H. Beck, München 1983)
- 1973: History and Allegory in Thomas Mann's Doktor Faustus (University College, London)
- 1975: Hitler: The Führer and the People (William Collins & Sons, London); dt. Hitler: Der Führer und das Volk (Carl Hanser Verlag, München 1978)
- 1977: Über Literatur und Ideologie. Vortrag (Vandenhoeck & Ruprecht, Göttingen)
- 1978: Nietzsche (Fontana Press, London)
- 1979: A Study of Nietzsche (Cambridge University Press, Cambridge); dt. Nietzsche. Die Moralität der äußersten Anstrengung (Hohenheim Verlag, Köln-Lövenich 1982)
- 1980 (Hrsg.): The World of Franz Kafka (Weidenfeld & Nicolson, London)
- 1981 (zus. mit Michael Stephen Silk): Nietzsche on Tragedy (Cambridge University Press, Cambridge)
- 1990: Literarische Aspekte der Schriften Ludwig Wittgensteins. In: Wittgenstein und. Philosophie – Literatur, hrsg. von Wendelin Schmidt-Dengler [u. a.] (Verlag der Staatsdruckerei Österreich, Wien), S. 23–36
- 1991: Über Prager deutsche Literatur. In: Begegnungen mit dem „Fremden“. Grenzen – Traditionen – Vergleiche. Akten des VIII. Internationalen Germanisten-Kongresses in Tokyo 1990, hrsg. von Eijiro Iwasaki (Iudicum, München), S. 62–75
- 1992: Der Mann ohne Ideologie. Texte zur Elser-Diskussion (Edition Moerlin, Illerkirchberg)
- 1992 (postum): The Heart of Europe. Essays on Literature and Ideology (Blackwell Publishers, Oxford)
- 1995 (postum): The Dear Purchase. A Theme in German Modernism (Cambridge University Press, Cambridge)

## Übersetzungen
- 1952: Rainer Maria Rilke. A Study of His Later Poetry (Bowes & Bowes, Cambridge); dt. Der späte Rilke (Hans Egon Holthusen)
- 1952: Leibnitz and the Seventeenth-Century Revolution (Bowes & Bowes, Cambridge); dt. Leibniz und die europäische Ordnungskrise (Rudolf W. Meyer)

## Auszeichnungen
- 1980: Goethe-Medaille in Gold des Goethe-Instituts
- 1980: Alexander-von-Humboldt-Forschungspreis
- 1990: Wahl zum Honorary Fellow des St John’s College, Cambridge